# 杰克·格林
杰克·格林（英語：Jack Green，1986年12月11日—），英国男子田径运动员，主攻短跑，2016年欧洲田径锦标赛男子4×400米接力铜牌得主、2017年世界田径锦标赛男子4×400米接力铜牌得主。